# Nordische Badmintonmeisterschaft 1978
Die Nordische Badmintonmeisterschaft 1978 fand vom 18. bis zum 19. November 1978 in Helsinki statt. Es war die 17. Auflage dieser Veranstaltung.

## Medaillengewinner
| Disziplin    | Gold                           | Silber                         | Bronze                           |
| ------------ | ------------------------------ | ------------------------------ | -------------------------------- |
| Herreneinzel | Morten Frost                   | Flemming Delfs                 | Gert Hansen                      |
| Herreneinzel | Morten Frost                   | Flemming Delfs                 | Jesper Helledie                  |
| Dameneinzel  | Lene Køppen                    | Anette Börjesson               | Inge Borgstrøm                   |
| Dameneinzel  | Lene Køppen                    | Anette Börjesson               | Agnethe Juul                     |
| Herrendoppel | Flemming Delfs Steen Skovgaard | Thomas Kihlström Bengt Fröman  | Steen Fladberg Morten Frost      |
| Herrendoppel | Flemming Delfs Steen Skovgaard | Thomas Kihlström Bengt Fröman  | Jesper Helledie Gert Hansen      |
| Damendoppel  | Lene Køppen Susanne Berg       | Inge Borgstrøm Pia Nielsen     | Cecilia Jeppson Karin Lindquist  |
| Damendoppel  | Lene Køppen Susanne Berg       | Inge Borgstrøm Pia Nielsen     | Britt-Marie Larsson Agneta Lundh |
| Mixed        | Steen Skovgaard Lene Køppen    | Lars Wengberg Anette Börjesson | Claes Nordin Britt-Marie Larsson |
| Mixed        | Steen Skovgaard Lene Køppen    | Lars Wengberg Anette Börjesson | Steen Fladberg Pia Nielsen       |

## Finalergebnisse
| Disziplin    | Sieger                         | Finalist                       | Ergebnis         |
| ------------ | ------------------------------ | ------------------------------ | ---------------- |
| Herreneinzel | Morten Frost                   | Flemming Delfs                 | 5-15, 15-6, 15-4 |
| Dameneinzel  | Lene Køppen                    | Anette Börjesson               | 11-2, 11-3       |
| Herrendoppel | Flemming Delfs Steen Skovgaard | Thomas Kihlström Bengt Fröman  | 15-5, 15-9       |
| Damendoppel  | Lene Køppen Susanne Berg       | Inge Borgstrøm Pia Nielsen     | 15–4, 15–8       |
| Mixed        | Steen Skovgaard Lene Køppen    | Lars Wengberg Anette Börjesson | 15-11, 15-10     |